# Nébuleuse du Cône
La nébuleuse du Cône est une région HII située à environ 2 500 années-lumière de la Terre dans la constellation de la Licorne. Elle fut découverte par William Herschel en 1785.
La nébuleuse du Cône est une partie de NGC 2264, qui comprend également l'amas Arbre de Noël.

## Données générales
La nébuleuse diffuse du Cône, ainsi nommée à cause de sa forme apparente, est située au sud de NGC 2264, dans la partie nord de la constellation de la Licorne, juste au-dessus du milieu entre Procyon et Bételgeuse.
La forme conique vient d'une nébuleuse froide, composée essentiellement d'hydrogène moléculaire, qui absorbe la poussière d'une nébuleuse d'émission faible, qui contient de l'hydrogène moléculaire ionisé par S Monocerotos, l'étoile la plus brillante de NGC 2264.
William Herschel découvre la nébuleuse du Cône (qu'il nomme H V.27) le 26 décembre 1785.